# Balkove, Rozdilna
Balkove (în ucraineană Балкове) este un sat în comuna Rozdilna din raionul Rozdilna, regiunea Odesa, Ucraina.

## Demografie
Componența lingvistică a localității Balkove
     Ucraineană (94,9%)
     Rusă (2,55%)
     Română (2,55%)
Conform recensământului din 2001, majoritatea populației localității Balkove era vorbitoare de ucraineană (94,9%), existând în minoritate și vorbitori de rusă (2,55%) și română (2,55%).